# Wo die Liebe hinfällt …
Wo die Liebe hinfällt … (Rumor Has It…) ist eine US-amerikanische Filmkomödie aus dem Jahr 2005. Regie führte Rob Reiner, das Drehbuch schrieb Ted Griffin.

## Handlung
Die mäßig erfolgreiche New Yorker Lokaljournalistin Sarah Huttinger will eigentlich den Anwalt Jeff Daly heiraten. Anlässlich der Hochzeit ihrer Schwester Annie besucht sie ihre Heimatstadt Pasadena. Hier kursiert seit Jahrzehnten das Gerücht, dass sich die dem Roman und Film Die Reifeprüfung zugrundeliegende Skandalgeschichte tatsächlich so in Pasadena zugetragen hat. Mutmaßungen über die Identität der damals beteiligten Familien sind fester Bestandteil der örtlichen Klatsch- und Smalltalk-Kultur.
Von Zweifeln über ihre eigenen Gefühle gegenüber ihrem Verlobten und ihrer Familie geplagt, findet Sarah heraus, dass ihre bereits lange verstorbene Mutter rund neun Monate vor ihrer Geburt eine kurze Affäre mit dem heutigen Internetmillionär Beau Burroughs hatte, der wiederum zuvor eine heimliche Affäre mit deren Mutter, Sarahs Großmutter Katharine, gehabt hatte.
Sarah fliegt nach San Francisco, wo sie Beau Burroughs findet. Er bestätigt die Affären mit ihrer Mutter und Großmutter, überzeugt sie aber davon, aufgrund einer Sportverletzung (Stumpfes Hodentrauma) nicht ihr Vater sein zu können. Angezogen von seiner Ausstrahlung verbringt Sarah eine Nacht mit ihm. Danach erkennt sie, dass sie sich mit ihm keine Beziehung vorstellen kann, und geht zurück zu Jeff Daly, der ihr ihren Seitensprung verzeiht. Einige Monate später heiraten die beiden in Pasadena.

## Produktion
Als Produktionsfirmen waren Warner Bros. Pictures, in Zusammenarbeit mit Village Roadshow und Munich Hoffmann Media beteiligt, als Koproduktionspartner waren Section Eight und Spring Creek Productions tätig. Die Kinoverleihrechte besitzt Warner Bros. Pictures mit der Ausnahme für Schweden (Sandrew Metronome), Singapur (Golden Village Entertainment) und der Schweiz (Fox-Warner). Die Tochterfirma des Time Warner Konzern, Warner Home Video besitzt die DVD- und Blu-ray-Verleihreichte.
Der Film wurde unter den Arbeitstiteln „The Graduate“ Project, Jennifer Aniston Graduate Comedy, Rob Reiner Project und Ted Griffin Project gedreht.
Drehorte
Als Drehorte für die Außenaufnahmen dienten die Städte Pasadena, Santa Rosa und Los Angeles in Kalifornien. In Los Angeles wurde vor und im Biltmore Hotel in Downtown und auf dem International Airport gedreht. Die Innenaufnahmen fanden in den Warner Brothers Studios in Burbank und dem Westin St. Francis Hotel in San Francisco statt.

## Kinostarts
Der Film hatte am 22. Dezember 2005 in Deutschland und in der Schweiz Premiere, einen Tag später in Österreich und Italien. Am 25. Dezember lief der Film in den kanadischen und den US-amerikanischen Kinos an.

## Wissenswertes
- George Hamilton hat eine kurze Gastrolle im Film, in der er sich selbst spielt.
- Dustin Hoffman und Anne Bancroft werden in Ausschnitten aus dem Film Die Reifeprüfung von 1967 gezeigt.
- Dustin Hoffman und Anne Bancroft waren für die Rollen Beau Burroughs und Katharine Richelieu angedacht, doch Hoffman stand wegen anderer Projekte nicht zur Verfügung und Bancroft starb im Juni 2005.
- Am ersten Startwochenende in den USA spielte der Film über 7,5 Millionen US-Dollar ein. Das Gesamteinspielergebnis liegt bei 88,933 Millionen US-Dollar, 48,4 % (43 Millionen Dollar) davon in den Vereinigten Staaten.

## Kritiken
Der Film stieß bei englischsprachigen Kritikern auf ein überwiegend negatives Echo.
Basierend auf der Auswertung von 116 Kritiken wird auf Rotten Tomatoes eine Zustimmungsquote von lediglich 21 % ausgewiesen. Der Kritiken-Aggregator Metacritic analysierte 29 Einzelkritiken und führte diese zu einem Score von 35 (von 100) zusammen, wobei das Gesamtbild der Kritiken als "generally unfavorable" summiert wird.
Auch in den Publikumsbewertungen verfehlte der Film mit 41 Prozent (Rotten Tomatoes) beziehungsweise 4.0 (von 10 möglichen Punkten bei Metacritic) jeweils deutlich den Schritt in die obere Wertungshälfte. 
Roger Ebert urteilte: „Dies ist kein großer Film, aber er ist ansehnlich und für einige Lacher gut.“ James Berardinelli äußerte sich ähnlich: Der Film biete „ein paar Lacher in Verbindung mit guten Darstellungen von Costner und MacLaine, aber das sind auch schon alle Pfeile in seinem Köcher. Er ist Zeitverschwendung, aber sie tut nicht weh.“ TV Spielfilm urteilte: „Der Liebesreigen von Rob Reiner („Harry und Sally“) setzt auf Wortwitz und skurrile Randbeobachtungen. Dabei schießt Shirley MacLaine als lebensfrohe Großmutter den Vogel ab. Flotter Familienirrsinn der mild frivolen Art“. Das Lexikon des internationalen Films spricht von einer sowohl „perfekt inszenierte[n]“ als auch „brillant[en]“ Komödie von „stellenweise atemberaubender Bosheit“, die von „hervorragenden Darstellern“ getragen sei.